# Imperialismustheorie
Eine Imperialismustheorie ist bestrebt, die Bedingungen und den Prozess des Entstehens sowie die Funktionsmechanismen von Imperialismus wissenschaftlich zu erklären. Eine jede solche Theorie entfaltet einen eigenen Begriff des Imperialismus und macht Aussagen darüber, welche Tendenzen aus einem entsprechenden sozialen System zu erwarten sind.
Imperialismustheorien wurden im 20. Jahrhundert entwickelt. Damit versuchten Wissenschaftler wie auch revolutionäre Politiker, die Entstehung und den Verlauf kolonialer oder anderer wirtschaftlicher und politischer Expansionen, vor allem europäischer Staaten, später auch der USA oder seltener der Sowjetunion zu erklären. Im Selbstverständnis sozialistischer Politikstrategie sollte die jeweilige Theorie zur Grundlage revolutionärer Praxis dienen.

## Wichtige Imperialismustheorien

### John Atkinson Hobson (1902)
Die wohl erste Imperialismustheorie verfasste 1902 der britische Ökonom John Atkinson Hobson (1858–1940). Anlass für seine Überlegungen war der zweite Burenkrieg, den er als Journalist miterlebt hatte. Hobson sah die Suche nach neuen Kapitalanlagemöglichkeiten als Ursache des Imperialismus an: Unterkonsumtion der breiten Masse bei gleichzeitigem Kapitalüberschuss bei einer kleinen Minderheit führe zu Kapitalexport.

„Überall erscheinen übergroße Produktionskräfte, übergroße Kapitalien, die nach Investition verlangen. Sämtliche Geschäftsleute geben zu, daß der Zuwachs an Produktionsmitteln in ihrem Lande die Zunahme der Konsumption übertrifft, daß mehr Güter hervorgebracht als mit Gewinn abgesetzt werden können, daß mehr Kapital vorhanden ist, als lohnend angelegt werden kann. Diese ökonomische Sachlage bildet die Hauptwurzel des Imperialismus ... .
Imperialismus ist das Bestreben der großen Industriekapitäne, den Kanal für das Abfließen ihres überschüssigen Reichtums dadurch zu verbreitern, daß sie für Waren und Kapitalien, die sie zu Hause nicht absetzen oder anlegen können, Märkte und Anlagemöglichkeiten im Ausland suchen.“

Zum Schutz ihrer Anlagen würden die Investoren nach Machtmitteln des Staates verlangen, was zu einer Vergrößerung des Staatsgebietes, einem Wettlauf rivalisierender Imperien und dadurch zu einer Gefährdung des Friedens führe. Diese Theorie analysiert Imperialismus aus ökonomischer Sicht. Anlass für seine Imperialismustheorie waren wohl die Burenkriege (1902); sie führten beim linksliberalen Demokraten Hobson zu einer moralischen Verurteilung des Imperialismus.
In seiner volkswirtschaftlichen Analyse des Imperialismus knüpft Hobson an John Stuart Mill an, wonach die Produktionsgesetze unveränderlich seien, die Distribution jedoch im Bereich des sozialen Willens liege. Damit ließe sich dann auch das Problem der Unterkonsumtion beheben, indem man den Arbeitern einfach mehr Geld gibt, damit sie mehr konsumieren können. Durch die ideale Verteilung entfällt dann auch der Expansionszwang für den Kapitalismus. An seine Vorarbeit knüpfen Rudolf Hilferding 1910 und Wladimir Iljitsch Lenin 1916/1917 an, die den Imperialismus jedoch an Karl Marx‘ historischen Materialismus anzuschließen strebten.

### Rosa Luxemburg (1913)
Die von der marxistischen Theoretikerin Rosa Luxemburg (1871–1919) 1913 in ihrem Hauptwerk Die Akkumulation des Kapitals veröffentlichte Imperialismustheorie betont die Gefahr für den Weltfrieden durch den Konkurrenzkampf der kapitalistisch verfassten Nationen untereinander. Nur die Ausdehnung der Ökonomie in noch nicht kapitalistische Gebiete kann demnach den Niedergang des Kapitalismus verzögern. Langfristig setzten sich weltweit kapitalistische Verhältnisse durch, die entweder durch die sozialistische Revolution beendet werden oder krisengeschüttelt durch einen ökonomischen und politischen Zusammenbruch, letztendlich immer im Krieg enden.

### Karl Kautsky (1914)
Der deutsche marxistische Theoretiker Karl Kautsky (1854–1938) behauptete kurz vor dem Ersten Weltkrieg, der Imperialismus sei eine der möglichen Formen, wie der Kapitalismus die ihm notwendige Kapitalakkumulation erzielen könne, aber bei weitem nicht die einzige. Er vermutete, die Finanzkapitalisten der einzelnen Nationen könnten künftig, statt gegeneinander zu arbeiten, „syndiziert“ vorgehen:

„Die wütende Konkurrenz der Riesenbetriebe, Riesenbanken und Milliardäre erzeugte den Kartellgedanken der großen Finanzmächte, die die kleinen schluckten. So kann auch jetzt aus dem Weltkrieg der imperialistischen Großmächte ein Zusammenschluß der stärksten unter ihnen hervorgehen, der ihrem Wettrüsten ein Ende macht.“

In dieser neuen Phase des Kapitalismus, die er Ultraimperialismus nannte, würden Kriege zwischen den imperialistischen Mächten durch Verständigungen zur gemeinsamen Ausbeutung der Welt überflüssig gemacht.

### Lenin (1916)
Der russische Revolutionär Wladimir Iljitsch Lenin wollte mit seiner Schrift Der Imperialismus als höchstes Stadium des Kapitalismus, die 1917 unter einem Pseudonym in Russland erschien, seine Strategie des „revolutionären Defätismus“ theoretisch untermauern, nach der eine Niederlage Russlands im Ersten Weltkrieg zu einer Revolution führen würde. Die gesamte Politik werde durch das Finanz- und Monopolkapital beherrscht, d. h., dass die Produktion und das Kapital konzentriert sind und mit ihrer Wirtschaftskraft die Politik lenken (Stamokap= staatsmonopolistischer Kapitalismus). Außerdem sei der Imperialismus für die Großkonzerne lebensnotwendig, um das Sinken der Profitrate zu verhindern. Er könne nur durch die Abschaffung des Kapitalismus beseitigt werden. Lenin sah den Imperialismus als das fünfte und letzte Stadium des Kapitalismus an.
Nach Lenins Kurzdefinition ist „der Imperialismus das monopolistische Stadium des Kapitalismus“. Eine solche Definition enthielte die Hauptaussage, denn auf der einen Seite ist das Finanzkapital einiger weniger monopolistischer Großbanken, das mit dem Kapital monopolistischer Industriellenverbände verschmolzen ist. Auf der anderen Seite ist die Aufteilung der Welt, bzw. der Übergang von einer Kolonialpolitik, die sich auf noch von keiner kapitalistischen Macht eroberte Gebiete ausdehnt, zu einer Kolonialpolitik der monopolistischen Beherrschung des gesamten Erde. Unmittelbaren Anlass für die imperialistischen Kriege bildet dabei das erstmals von Lenin formulierte Gesetz der Ungleichmäßigkeit der ökonomischen und politischen Entwicklung der kapitalistischen Länder, welches die Aufteilung der Erde periodisch in Frage stellt.
In seiner ausführlicheren Begriffsbestimmung, die Lenin jedoch immer noch nicht für die ausgeführte Theorie hält, führt er fünf Grundzüge an:

„1. Konzentration der Produktion und des Kapitals, die eine so hohe Entwicklungsstufe erreicht hat, daß sie Monopole schafft, die im Wirtschaftsleben die entscheidende Rolle spielen; 2. Verschmelzung des Bankkapitals mit dem Industriekapital und Entstehung einer Finanzoligarchie auf der Basis des 'Finanzkapitals'; 3. der Kapitalexport, zum Unterschied vom Warenexport, gewinnt besonders wichtige Bedeutung; 4. es bilden sich internationale monopolistische Kapitalistenverbände, die die Welt unter sich teilen, und 5. die territoriale Aufteilung der Erde unter die kapitalistischen Großmächte ist beendet. Der Imperialismus ist der Kapitalismus auf jener Entwicklungsstufe, wo die Herrschaft der Monopole und des Finanzkapitals sich herausgebildet, der Kapitalexport hervorragende Bedeutung gewonnen, die Aufteilung der Welt durch die internationalen Trusts begonnen hat und die Aufteilung des gesamten Territoriums der Erde durch die größten kapitalistischen Länder abgeschlossen ist.“

Die auf diese Weise gewonnenen Extraprofite würden die imperialistischen Mächte nutzen, um einen Teil der Arbeiterklasse, die „Arbeiteraristokratie“, durch vergleichsweise hohe Löhne zu „verbürgerlichen“. Mit diesem Theorem versuchte Lenin das Ausbleiben der Revolution zu erklären, die angesichts der „inneren Fäulnis“ des Kapitalismus überfällig sei. Gleichzeitig polemisierte er so gegen die „revisionistischen“ Tendenzen der deutschen Sozialdemokratie und namentlich Kautskys. Sie wurden später in der Sozialfaschismusthese zugespitzt, wonach die Sozialdemokratie nicht Bundesgenosse der Kommunisten im Kampf gegen den Faschismus sei, sondern als dessen „Zwillingsbruder“ ganz genau so bekämpft werden müsse.

Die Revolution erwartete Lenin vom Weltkrieg, den er als Produkt der Gegensätze zwischen den imperialistischen Mächten deutete: 

„In seinem imperialistischen Stadium führt der Kapitalismus bis dicht an die allseitige Vergesellschaftung der Produktion heran, er zieht die Kapitalisten gewissermaßen ohne ihr Wissen und gegen ihren Willen in eine Art neue Gesellschaftsordnung hinein, die den Übergang von der völlig freien Konkurrenz zur vollständigen Vergesellschaftung bildet.“

### Max Weber (1921)
Der deutsche Nationalökonom und Soziologe Max Weber (1864–1920) erklärte in seinem postum erschienenen Hauptwerk Wirtschaft und Gesellschaft den Imperialismus als Folge des Prestigestrebens, das allen Großmächten eigne. Dies ziele auch auf eine innenpolitische Herrschaftssicherung:

„Jede erfolgreiche imperialistische Zwangspolitik nach außen stärkt normalerweise mindestens zunächst auch ‚im Innern‘ das Prestige und damit die Machtstellung und den Einfluß derjenigen Klassen, Stände, Parteien, unter deren Führung der Erfolg errungen ist“

Diese politischen Motive könnten unterstützt werden durch Wirtschaftsgruppen, die in der unmittelbaren gewaltsamen Ausbeutung der kolonialen Bevölkerung durch Zwangsarbeit größere Gewinnchancen sähen als durch Handel („kolonialer Beutekapitalismus“). Zu diesen gehörten nicht zuletzt die Rüstungsindustriellen. Hinzu kämen noch die Intellektuellen der imperialistischen Staaten, die ein Interesse daran hätten, den Geltungsbereich ihrer jeweils eigenen nationalen Kultur zu erweitern. Mit diesem Motiv bot Weber eine Erklärung dafür an, wieso der Imperialismus um die Jahrhundertwende insbesondere in bürgerlichen Kreisen massenhafte Unterstützung fand.

### Joseph Schumpeter (1919)
Der Ökonom und Sozialwissenschafter Joseph A. Schumpeter (1883–1950) entwickelte in seinem Werk „Zur Soziologie der Imperialismen“ (1919) eine Imperialismustheorie mit der Hauptthese, dass der Imperialismus „die objektlose Disposition eines Staates zu gewaltsamer Expansion ohne angebbare Grenze“ sei.
Dieser These setzt Schumpeter folgende Prämissen voraus:
1) Krieg entsteht in der Mehrzahl aller Fälle nicht aus rationalen Gründen, sondern aus einer triebhaften Neigung heraus.
2) Dieser Wille zum Krieg ist durch die, in der menschlichen Psyche verankerte, jedoch nicht mehr aktuelle, Lebensnotwendigkeit von zu Krieg führender Konkurrenz begründet.
3) Der Kriegswille wird durch zwei Interessengruppen weiter angetrieben: Die herrschende Schicht, die auf innenpolitischer Ebene durch den Krieg Vorteile erzielt und die Summe aller Individuen, die durch kriegerische Politik einen sozialen oder wirtschaftlichen Gewinn erhofft.
Imperialismus ist ein Atavismus, der als Übernahme verschiedener Merkmale und Verhaltensweisen aus einer vorherigen Epoche und damit aus einem vorherigen Entwicklungsstadium zu verstehen ist. Konkret ist die Konservierung absolutistischer Denkmuster durch die vorkapitalistischen Führungsschichten wie Adel und Militär gemeint. Aus einer Vielzahl besagter Muster – sozialer oder ökonomischer Natur – setzt sich nach Schumpeter die soziale bzw. ökonomische Gegenwart zusammen: „Er (Imperialismus) ist ein Atavismus der sozialen Struktur und ein Atavismus individualpsychologischer Gefühlsgewohnheit.“
Der Imperialismus entsteht aus diesen beiden Atavismusformen. Allerdings führt der soziale Strukturwandel, der im historischen Entwicklungsprozess der Gesellschaft begründet ist, zu seinem Untergang.
Im Gegensatz zu vielen seiner Zeitgenossen (siehe Lenin, R. Luxemburg) betrachtet Schumpeter den Kapitalismus als antiimperialistisch, da in einer kapitalistischen Gesellschaft die dem Menschen eigenen kriegerischen Energien in die Anhäufung von Kapital investiert werden, nicht etwa in die gewaltsame und ziellose Expansion.
Dennoch kann man Kapitalismus und Imperialismus nicht als zwei voneinander unabhängige Phänomene betrachten. Das Interesse der Kartelle und Trusts, das hohe Preisniveau im Landesinneren zu halten, führt zum Verkauf der im Kapitalismus – durch grundsätzliche Ausnutzung aller Produktionsmittel – überproduzierten Ware zu Dumpingpreisen in den neu entstandenen Absatzmärkten der Kolonien.
Trotz dieser ökonomischen Faktoren ist der Imperialismus nicht aus Interesse an besagtem materiellen Gewinn entstanden, er ist nur ein Nebeneffekt der an sich im Atavismus der Menschen begründeten, nicht zweckgebundenen Expansion.

### Wolfgang J. Mommsen (1969)
Der deutsche Historiker Wolfgang J. Mommsen gab hingegen 1969 einen pluralistischen und nicht-marxistischen Erklärungsansatz. Er betonte die ideologische Komponente des Imperialismus, ohne die ökonomischen Antriebskräfte auszublenden. Mommsen sah den europäischen Imperialismus als die äußerste Form nationalistischen Denkens an. Er stellte klar, dass die Idee der Nation ursprünglich mit der Demokratie verbunden war. Ab 1885 sei dann ein pathetischer Imperialismus hervorgetreten, so dass es zu einem antiliberalen Verständnis von „Nation“ gekommen sei. Als Gründe für den Imperialismus nannte er den „Pseudohumanismus“ und das religiöse Sendungsbewusstsein (z. B. Cecil Rhodes) der Europäer und das Bestreben der Großmächte, Weltmachtstatus zu erlangen. In dieser sozialpsychologischen Sichtweise, wie sie sich auch bei Walter Sulzbach findet, können auch der „Irrationalismus und das Prestigebedürfnis“ der an Macht verlierenden Herrschaftsschicht als Ursache für den Imperialismus herangezogen werden. Außerdem sind das kulturelle Sendungsbedürfnis einiger Nationen und der aus dem Sozialdarwinismus resultierende Rassismus Gründe für den Imperialismus.

### Hans-Ulrich Wehler (1969)
Der deutsche Historiker Hans-Ulrich Wehler formulierte 1969 in Anlehnung an Eckart Kehrs These vom „Primat der Innenpolitik“ ebenfalls eine nicht-marxistische Imperialismustheorie: Seiner Meinung nach sind die außenpolitischen Absichten für den Imperialismus nur insofern ausschlaggebend gewesen, als sie die innenpolitischen Herrschaftsverhältnisse einer Minderheit über die Mehrheit aufrechterhalten sollten. Ziel war, die daraus erwachsenden innenpolitischen Probleme – etwa Emanzipationsforderungen des Proletariats – durch außenpolitische Ambitionen zu überspielen. Äußere Erfolge sollten die Arbeiterschaft an den Staat binden, indem der Imperialismus die Soziale Frage lösen würde, und zwar durch die Schaffung auswärtiger Märkte, die ein gleichmäßiges Wirtschaftswachstum gewährleisten und die inneren sozialen Spannungen nach außen ablenken würden. Damit stellte Wehler die Theorie des Sozialimperialismus auf.

„In der Expansion nach außen glaubte [der Sozialimperialismus] ein Heilmittel zu finden, das den Markt erweiterte, die Wirtschaft sanierte, ihr weiteres Wachstum ermöglichte, die Gesellschaftsverfassung damit ihrer Zerreißprobe entzog und die inneren Machtverhältnisse aufs Neue stabilisierte.“

## Imperialismustheorien und Imperiumstheorien
Die politikwissenschaftliche Forschung hat sich seit den 1980er Jahren vermehrt Imperiumstheorien zugewandt. Im Unterschied zu diesen standen die Imperialismustheorien des frühen 20. Jahrhunderts ihren Gegenständen nicht wertfrei gegenüber. Sie verwendeten den Begriff des Imperiums stets pejorativ als etwas, das es zu überwinden galt. Seine Verwendung als Kampfbegriff lässt sich am Beispiel der sowjetischen und der amerikanischen Rhetorik im Kalten Krieg beobachten: Beide Weltmächte denunzierten sich gegenseitig, ein Imperium zu bilden, und weigerten sich, den Begriff auf sich selbst anzuwenden. Die meisten Imperialismustheorien schrieben sich zudem prognostische Potenz zu und beschäftigten sich in der Hauptsache mit dem vermeintlich bevorstehenden Zusammenbruch des Kapitalismus und der Zukunftsmächtigkeit des Sozialismus.
Im Unterschied dazu gehen die gegenwärtigen Imperiumstheorien wertfrei und empirisch vor: Sie beschreiben vergleichend Weltreiche in ihren Strukturen, ihrer Ordnungsfunktion, ihren inhärenten Entwicklungslogiken, Sachzwängen und Eigendynamiken. Beiträge zur Imperiums-Theorie veröffentlichten unter anderem Michael W. Doyle, David B. Abernethy, Herfried Münkler und Hans-Heinrich Nolte.

### Primärtexte
- Stefan Bollinger (Hrsg.): Imperialismustheorien. Historische Grundlagen für eine aktuelle Kritik. Promedia Verlag, Wien 2004.
- Nikolai Bucharin: Imperialismus und Weltwirtschaft. 1917.
- John Atkinson Hobson: Imperialism: a study. University of Michigan Press, 1965, ISBN 0-472-06103-8.(Facsim of: 1st ed. Ann Arbor : University of Michigan, 1938. - Previous ed.: London : Archibald Constable, 1905.)
- Karl Kautsky: Der Imperialismus. In: Die Neue Zeit Bd. 2 (1914), S. 908–922 (online)
- W. I. Lenin: Der Imperialismus als höchstes Stadium des Kapitalismus. Gemeinverständlicher Abriß. 6. Auflage. Dietz Verlag, Berlin (Ost) 1962. (1. Aufl. 1946)
- Rosa Luxemburg: Die Akkumulation des Kapitals. 1913.
- Joseph Schumpeter: Zur Soziologie der Imperialismen. 1919.

### Einführungen und Übersichtsliteratur
- Winfried Baumgart: Der Imperialismus. Idee und Wirklichkeit der englischen und französischen Kolonialexpansion 1880–1914. Wiesbaden 1975.
- Hartmut Elsenhans: Imperialismus. In: Dieter Nohlen (Hrsg.): Lexikon der Politik, Band 1: Politische Theorien. Directmedia, Berlin 2004, S. 483–492.
- Jörg Fisch, Dieter Groh und Rudolf Walther: Imperialismus. In: Otto Brunner, Werner Conze und Reinhart Koselleck (Hrsg.): Geschichtliche Grundbegriffe. Historisches Lexikon zur politisch-sozialen Sprache in Deutschland, Band 3, Ernst Klett Verlag, Stuttgart 1982
- Wolfgang J. Mommsen: Imperialismustheorien. Ein Überblick über die neueren Imperialismusinterpretationen. Vandenhoeck und Ruprecht, Göttingen 1980.
- Helmut Dan Schmidt und Wolfgang J. Mommsen: Imperialismus. In: Sowjetsystem und demokratische Gesellschaft. Eine vergleichende Enzyklopädie. Bd. III. Ideologie bis Leistung. Herder, Freiburg im Breisgau/Basel/Wien 1966, Sp. 25–59
- Hans-Ulrich Wehler: Bismarck und der Imperialismus. München 1969.

### Aktuelle Diskussion
- P.J. Cain: Capitalism, Aristocracy and Empire. Some ‘Classical’ Theories of Imperialism Revisited. In: Journal of Imperial and Commonwealth History 35, Heft 1 (2007) S. 25–47.
- Frank Deppe, Stefan Heidbrinck, David Salomon, Stefan Schmalz, Stefan Schoppengerd, Ingar Solty: Der neue Imperialismus. Distel Verlag, Heilbronn 2004.
- Michael Hardt, Antonio Negri: Empire – die neue Weltordnung. Campus Verlag, Frankfurt am Main u. a. 2002.
- David Harvey: Der neue Imperialismus. Aus dem Amerikanischen von Britta Dutke. VSA, Hamburg 2005. vgl. Spyros Sakellaropoulos, Panagiotis Sotiris: Rezension In: Theory & Science. 2006, ISSN 1527-5558.
- Herfried Münkler: Imperien. Die Logik der Weltherrschaft – vom Alten Rom bis zu den Vereinigten Staaten. Rowohlt, Berlin 2005
- Leo Panitch, Sam Gindin: Globaler Kapitalismus und amerikanisches Imperium. Aus dem Amerikanischen von Ingar Solty. VSA, Hamburg 2004.